# Mosquée Fethiye
Ne doit pas être confondue avec la mosquée Fethiye de Naupacte.
La mosquée Fethiye (en turc : Fethiye Camii, « mosquée de la conquête », en grec moderne : Φετιχιέ τζαμί / Fetichié tzamí) est un édifice ottoman situé dans l'agora romaine d'Athènes, en Grèce. Le monument actuel fut érigé entre 1668 et 1670, à l'emplacement d'une basilique byzantine du VIIIe-IXe siècle convertie en mosquée lors de la prise de la ville par les Ottomans en 1456.
Désaffecté au culte peu après l'indépendance grecque, l'édifice connut par la suite de multiples usages, avant d'être restauré dans les années 2010. Il sert désormais de lieu d'exposition.

## Histoire

### Le remplacement d'une mosquée préexistante auXVIIesiècle
Le 4 juin 1456, les Ottomans s'emparent d'Athènes, alors aux mains du duc florentin Francesco II Acciaiuoli. Dans le quartier Aérides, au cœur de l'agora romaine, la basilique byzantine du VIIIe-IXe siècle, dédiée à la Vierge Marie, est vraisemblablement convertie en mosquée peu avant la visite de la ville par Mehmed II, en août 1458. Le séjour triomphal du sultan, décrit par Critobule d'Imbros et Laonicos Chalcondyle, a longtemps été reconnu par les historiens comme un témoignage de la fondation impériale de la mosquée en l'honneur de la conquête d'Athènes,.
Cependant, l'édifice n'est nullement mentionné dans les textes et registres sous son nom actuel avant 1676. Evliya Çelebi n'en fait par exemple pas état lors de sa visite d'Athènes en 1667, décrivant en revanche au même emplacement la « vieille mosquée » (Eski Camii), l'une des trois mosquées principales de la ville basse à l'époque,. Aussi, pour l'historien et spécialiste de l'architecture ottomane Machiel Kiel (en), la mosquée actuelle n'est pas un patronage de Mehmed II mais une reconstruction de 1669-1670 célébrant l'annexion ottomane de la Crète à l'issue de la guerre de Candie. Cette thèse, appuyée par des recherches récentes, est désormais communément admise par la communauté scientifique.
Durant la brève occupation d'Athènes par les Vénitiens lors de la guerre de Morée, entre octobre 1687 et mai 1688, l'édifice fut converti en église catholique dédiée à Denys l'Aréopagite.
En raison de son emplacement, la mosquée prit le nom populaire de « mosquée du marché au blé » (Τζαμί του Σταροπάζαρου),,.

### Des usages successifs depuis l'indépendance de la Grèce
Un temps envisagé comme siège de l'Assemblée du jeune État grec indépendant, le bâtiment fut finalement désaffecté au culte en 1824 et utilisé par l'Hétairie philomuse d'Athènes comme lieu d'enseignement. Le minaret fut vraisemblablement détruit dans les années qui suivirent cette nouvelle affectation.
À partir de 1834, la mosquée fit tour à tour office de caserne, de prison puis de boulangerie militaire pour la garnison athénienne jusqu'en 1935. Des travaux de restauration, qui visèrent à dégager l'édifice des bâtiments annexes et de l'enduit de plâtre dont il avait été couvert, furent par la suite conduits, sous l'égide d'Anastásios Orlándos, dans le cadre des fouilles de l'agora romaine.
En 1937, le régime de Metaxás envisage la création d'un musée de l'histoire moderne d'Athènes, avant que la Seconde Guerre mondiale n'ait raison du projet.
De 1956 jusqu'au début des années 2010, la mosquée servit de dépôt archéologique. Le déménagement des antiquités, la restauration du monument et l'ouverture au public, envisagés depuis la fin du XXe siècle dans le cadre des travaux d'unification des sites archéologiques de l'agora romaine, furent annoncés par le Ministère de la Culture à l'automne 2010. Approuvée par le Conseil archéologique central (en) (KAS) en 2013, la campagne de restauration s'est achevée en 2017 avec la réouverture de la mosquée en tant qu'espace d'exposition.

## Architecture
La mosquée Fethiye présente un plan quadrilobé (ou tétraconque), qui se caractérise par une salle de prière carrée, délimitée par quatre colonnes soutenant la coupole, dont le volume est agrandi par quatre semi-coupoles latérales et quatre petites coupoles angulaires. La voûte symétrique affiche ainsi une forme de trèfle à quatre feuilles. Le mihrab, indiquant la qibla, présente des traits simples sans aucune ornementation. Recouvert de plâtre, l'intérieur est dénué de polychromie, à l'exception de quelques thèmes floraux de rouge et de bleu au dessus du mihrab et de la fenêtre orientale du mur nord.
À l'extérieur, un porche à quatre colonnes réutilisées, surmonté de cinq petits dômes et pavé de marbre, fait office d'entrée à l'ouest,. Quelques traces de couleur sont observables sur les arcs. De chaque côté de l'entrée, une niche à muqarnas sépare les deux fenêtres du porche. L'encadrement en marbre de l'entrée et des fenêtres est orné d'inscriptions datées pour les plus anciennes de 1669-1670,. La toiture est couverte de tuiles. Le minaret, qui remonte probablement à la mosquée primitive étant donné son orientation différente du reste du monument, n'est conservé qu'au niveau de la base de l'escalier hélicoïdal.
La mosquée présente une orientation distincte de celle de la basilique byzantine, ce qui permet de nos jours d'observer une partie des fondations de l'église primitive.

## Galerie

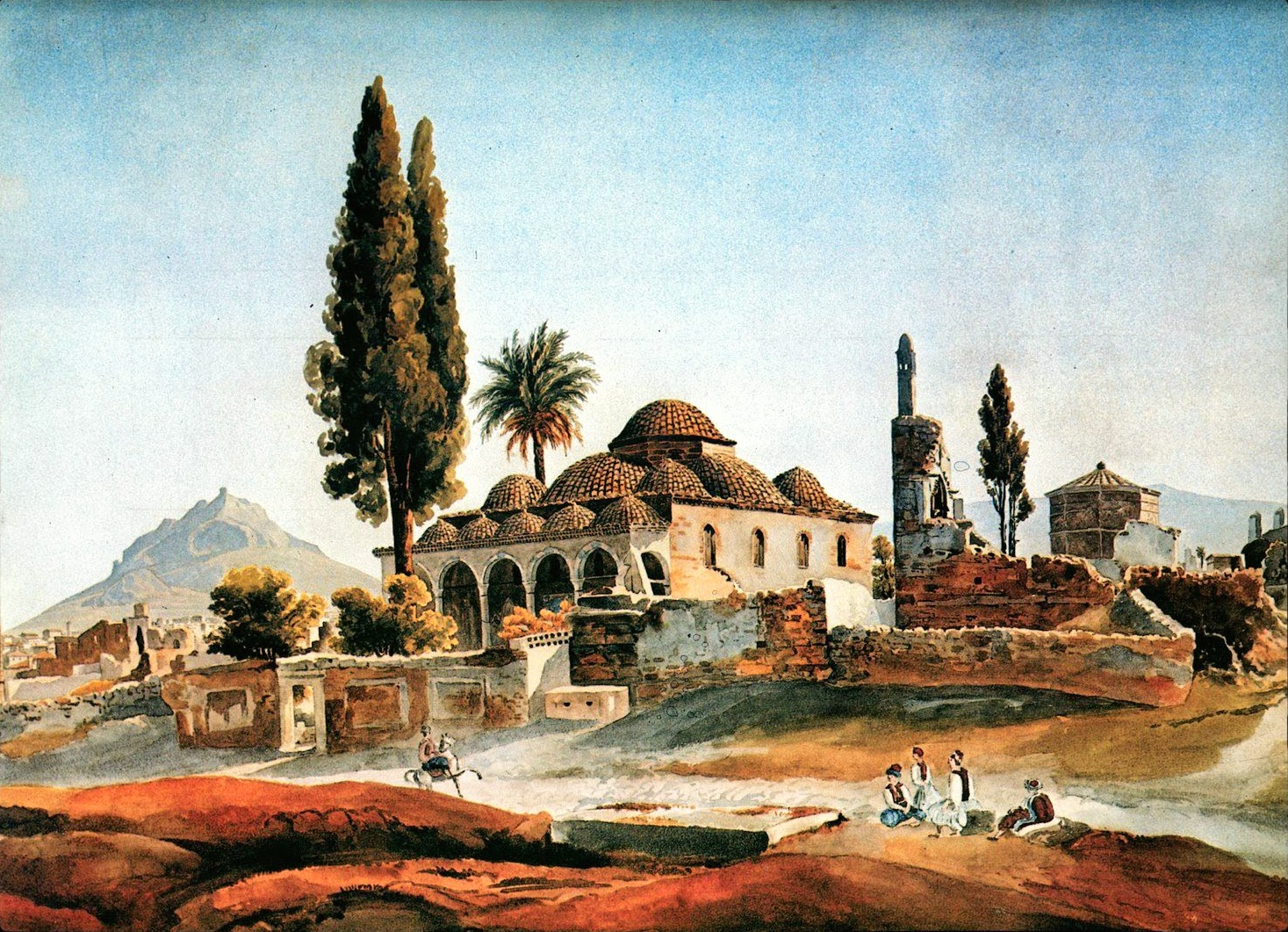
Dessin de Pierre Peytier vers 1830.
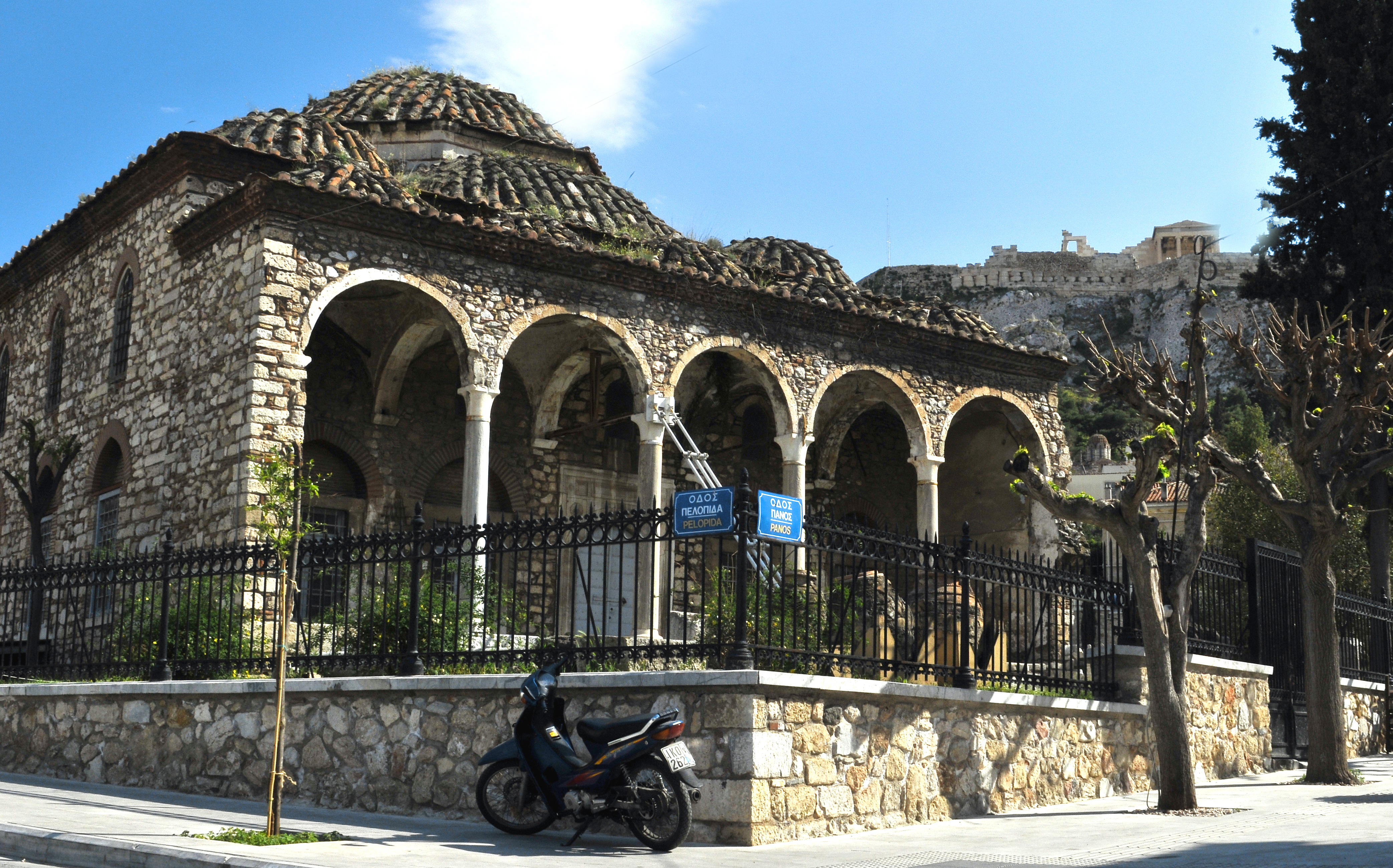
Vue depuis le nord-ouest avant les travaux de restauration.
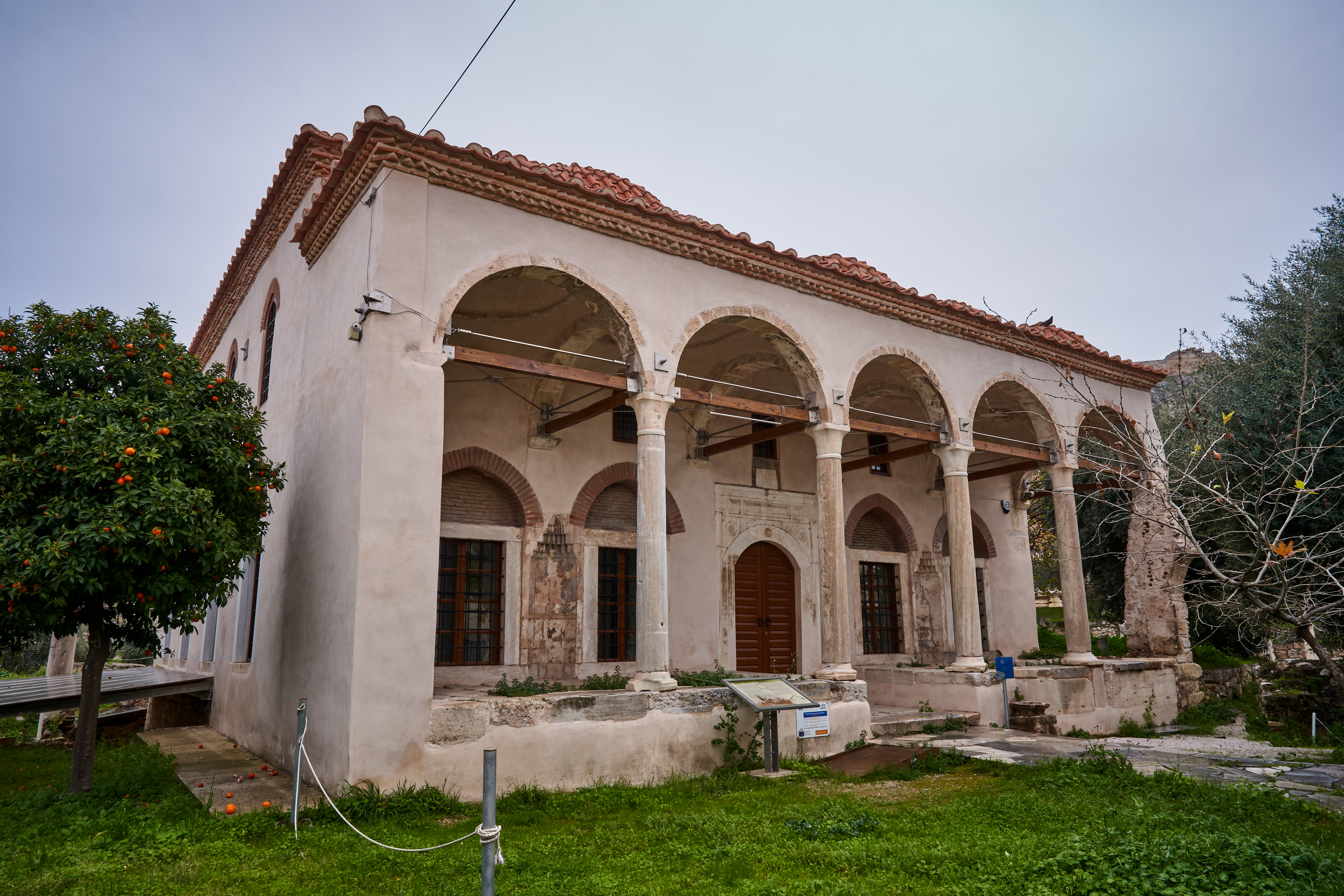
Vue du porche après restauration.
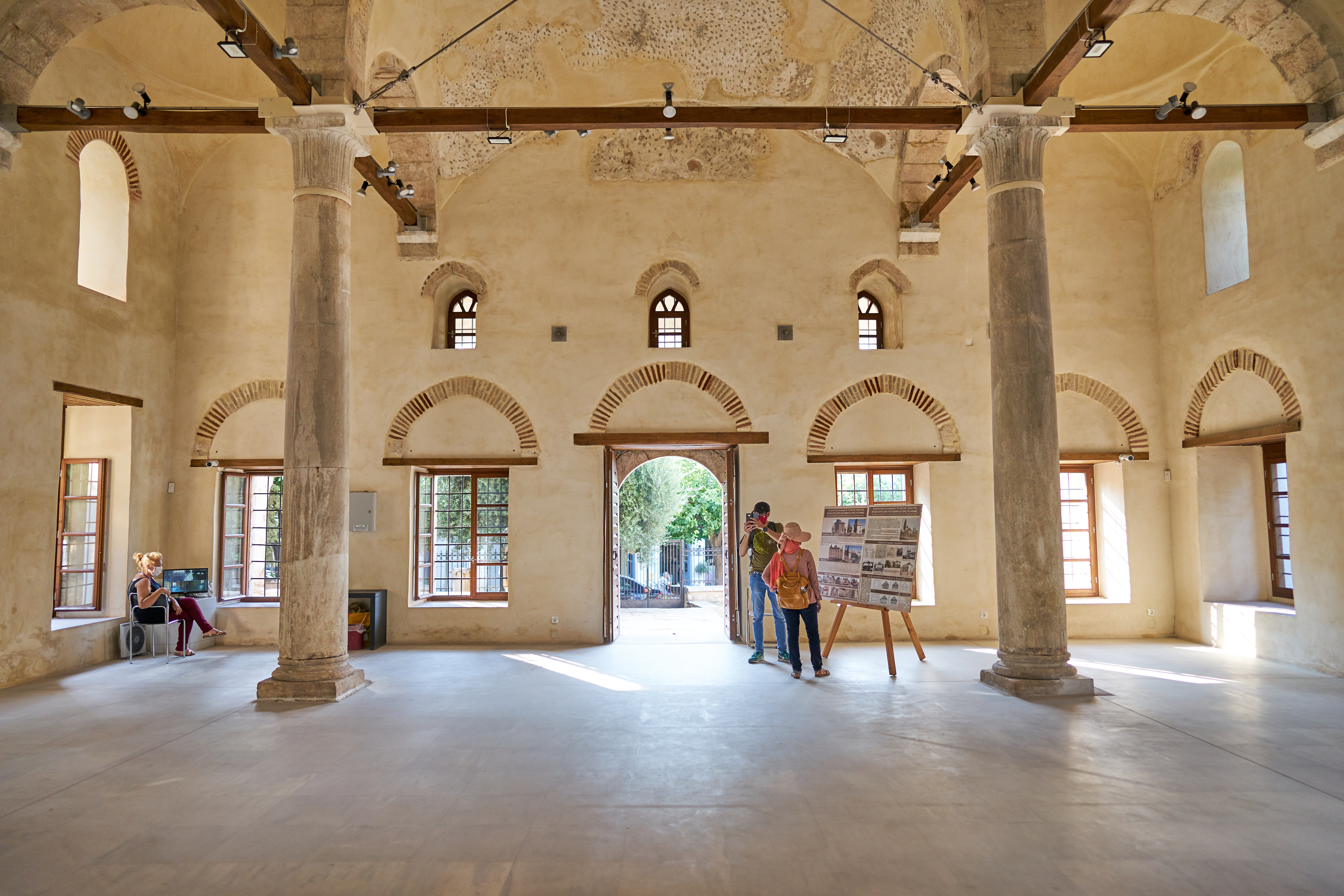
Intérieur de la mosquée après restauration.
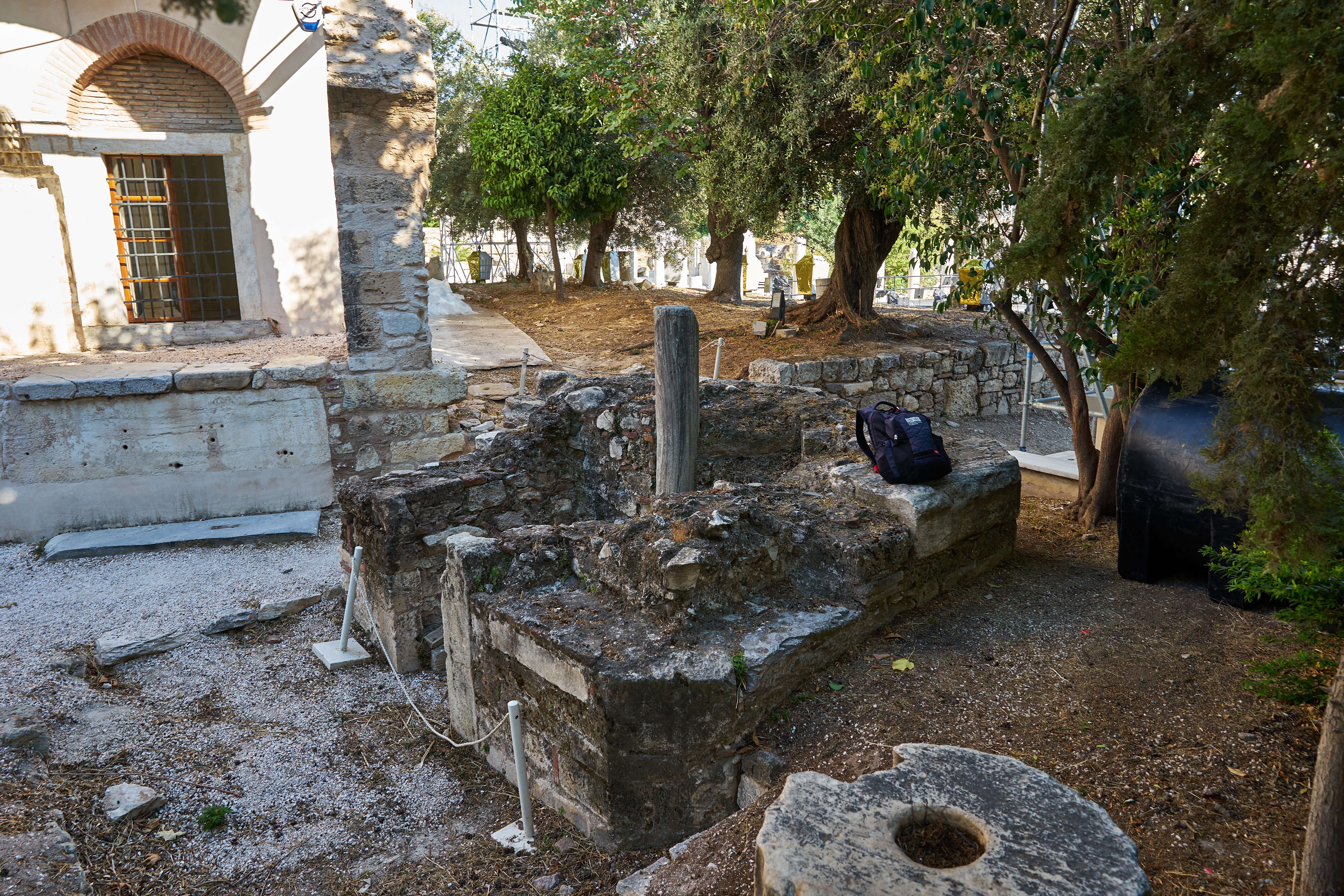
Base du minaret au sud-ouest.